# 디세냔도 투 아모르
《디세냔도 투 아모르》(스페인어: Diseñando tu amor)은 2021년 방영된 멕시코의 텔레노벨라이다.